# Чирлідинг

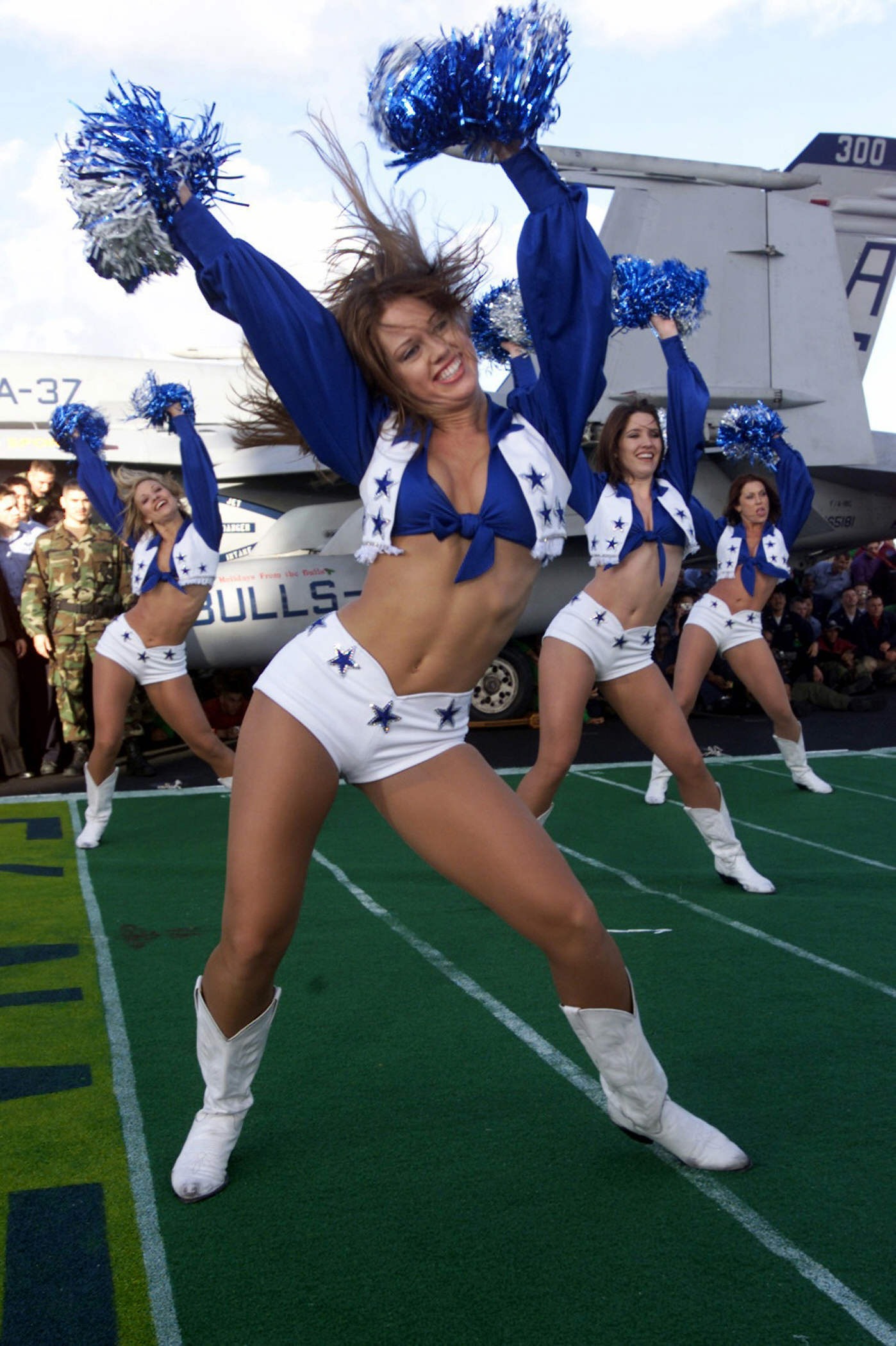
Чирлідери «Даллас Ковбойс» на борту авіаносця USS Harry S. Truman (CVN-75)

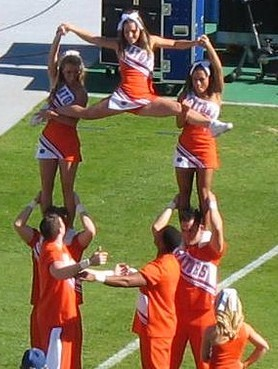
Чирлідерська команда з Університету Флориди виконує вправу «піраміда»

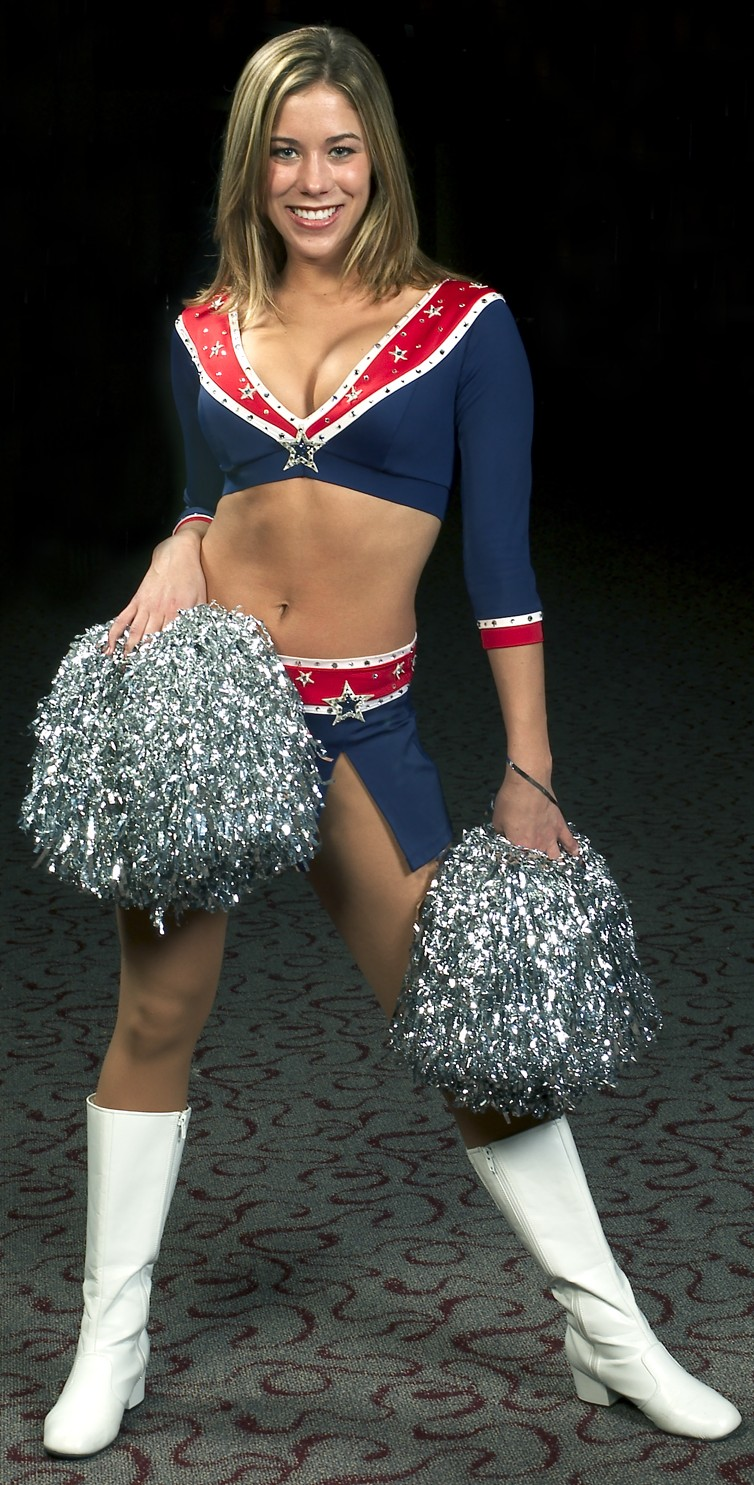
Чирлідер команди «Нью-Інгленд Петріотс» з помпонами

Черліденг, чирлі́динг, чірлі́дінг (англ. cheerleading, МФА: [ˈtʃɪərˌlidɪŋ], від cheer — схвальний, закличний вигук і leading — «ведення», «спрямовування») — це складно-координаційний вид спорту, який поєднує в собі характерні риси художньої та спортивної гімнастик, акробатики та різних танцювальних напрямів (джаз, фанк, хіп-хоп та інші). Не плутати з групами підтримки спортивних команд.
Черліденг популярний, як серед жінок, так і серед чоловіків, які змагаються в змішаних командах у всіх номінаціях.

## Черліденг: історія та олімпійське майбутнє
Черліденг — типово американський вид спорту, принесений заокеанською баскетбольною хвилею до європейських берегів, вже добрий десяток років вважається не просто розвагою, що несе певне естетичне навантаження, але і серйозним видом спорту, який має реальні шанси вже в найближчі роки бути включеним до програми Олімпійських ігор.
Як естетична фізкультурна традиція, він іде «корінням» сивої давнини на Балтійський півострів в Давню Елладу. Саме там, під час проведення Олімпійських Ігор, з'явилися перші групи підтримки. Однак до нашої ери Греція, яка по праву вважається колискою цивілізації, в питаннях прав слабкої статі була більше варварською, ніж культурною, і забороняла жінкам не тільки брати участь в змаганнях, а й підтримувати своїх атлетів. Тому першими черлідери були чоловіки. Правда, їх завданням було тішити спортсменів співом, грою на арфі і декламуванням віршів.
Примітно, що «супутник спорту» через десятки століть немов, птах-фенікс відродився в багатоповерховій Америці. Хоча черліденг і асоціюється виключно з жіночими рухами тіла, спочатку черлідерами були не заокеанські красуні, а американські шанувальники футболу. Саме вони в 1898 році відкрили нову віху в світовому черліденговому русі, підтримуючи команду Мінесотського університету синхронними танцями і декламацією віршів. Тільки в 1906 році «заводити» стадіони почали дівчата, залучаючи на трибуни глядачів не тільки спортивною майстерністю, а й жіночою красою.
Черліденг поділяється на спорт вищих досягнень і виступи груп підримки.
У 2013 році виконком SportAccord на генеральній Асамблеї в Санкт-Петербурзі (Росія) прийняв Міжнародний черліденговий союз (ICU) у свої члени, надавши виключне право на розвиток черлідингу в усьому світі та визнавши чемпіонати світу під егідою ICU єдиними офіційно визнаними чемпіонатами світу з цього виду спорту.
6 грудня 2016 року на Виконкомі Міжнародного Олімпійського Комітету, що проходив в Лозані, Міжнародний черліденговий союз (ICU) отримав Олімпійське визнання.

## Міжнародний черліденговий союз (ICU)— США
Міжнародний черліденговий союз засновано 26 квітня 2004 року. Він налічує 116 країн членів до складу яких входять 7,5 млн атлетів.
Міжнародний черліденговий союз (ICU) визнаний Міжнародним Олімпійським Комітетом 6 грудня 2016 року.
Міжнародний черліденговий союз (ICU) — член SportAccords з 31 травня 2013 року.
Міжнародний черліденговий союз (ICU) — член FISU, TAFISA та підписант WADA.
Саме Міжнародний черліденговий союз (ICU) щорічно проводить визнані SportAccords офіційні чемпіонати світу з черліденгу.
Міжнародний черліденговий союз (ICU) в Європі представляє Європейський черліденговий союз (ECU), який щорічно проводить офіційні чемпіонати континенту з черліденгу.

## Черліденг в Україні
Всеукраїнська федерація черліденгу груп підтримки спортивних команд (президент Юрій Крикун) офіційно зареєстрована в нашій країні 24 листопада 2004 року. 22 лютого 2005 року Наказом Держкомспорту України № 419 черліденгу був наданий статус виду спорту, офіційно визнаного в Україні. З 2005 року в Україні щорічно проводяться чемпіонати і Кубки України з черліденгу.
Всеукраїнська федерація черліденгу груп підтримки спортивних команд має статус Національної спортивної федерації з виду спорту «черліденг».
Всеукраїнська федерація черліденгу — член Міжнародного черліденгового Союзу (ICU) в який входить 116 країн-членів. Штаб-квартира знаходиться в місті Мемфіс, США. Президент ICU — Джеф Вебб (США).
Всеукраїнська федерація черліденгу — член Європейського черліденгового союзу (ЕCU), членами якого є 34 країни Європи. Штаб-квартира знаходиться в м. Тон, Швейцарія. Президент ЕCU — Альяш Брітвік (Словенія).
Президент Всеукраїнської Федерації черліденгу: голова Комітету Міжнародного черліденгового союзу з проведення Кубків світу, заслужений журналіст України, кавалер ордену «За заслуги» III ступеня, космонавт-дослідник СРСР, суддя міжнародної категорії з черліденгу — Юрій Крикун.
Перший Віце-президент: заслужений тренер України з черліденгу, почесний працівник фізичної культури і спорту, суддя міжнародної категорії, член комітету правил Міжнародного черліденгового союзу, найкращий тренер світу з черліденгу 2014 року — Ганна Андрієнко.

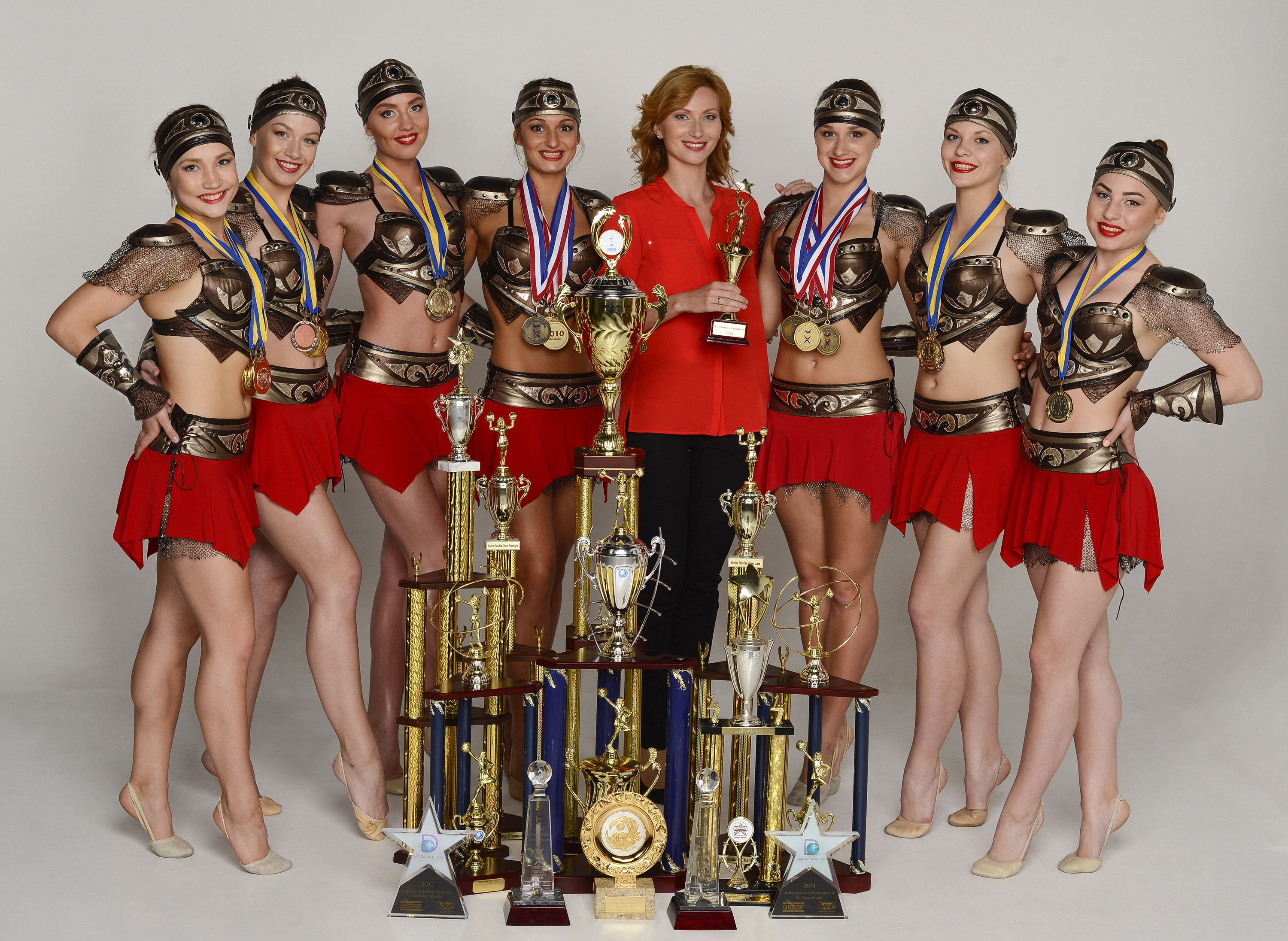
Збірна України з черліденгу — п'ятиразовий чемпіон світу

Віцепрезидент: президент авіакомпанії «Міжнародні авіалінії України» (2004—2019), член наглядової ради МАУ, заслужений працівник авіаційного транспорту України — Юрій Мірошников.
Віцепрезидент: психолог, автор ряду наукових праць у сфері психології спорту - Олена Проценко.
Генеральний секретар: Директор ДЮСШ №10 м. Києва, заслужений працівник фізичної культури і спорту України, кандидат наук - Леонід Ярмолинський.
Найбільш яскравими та відомими клубами в Україні є:
- CheerNika (Київ);
- Lviv Angels (Львів);
- Прометей (Кам'янське);
- Secret (Одеса);
- Альтаїр (Покровськ);
- Art Life (Полтава);
- Ексклюзив (Дніпро);

До складу федерації входять понад 83 клуби України з різних регіонів та м. Києва.

## Змагання

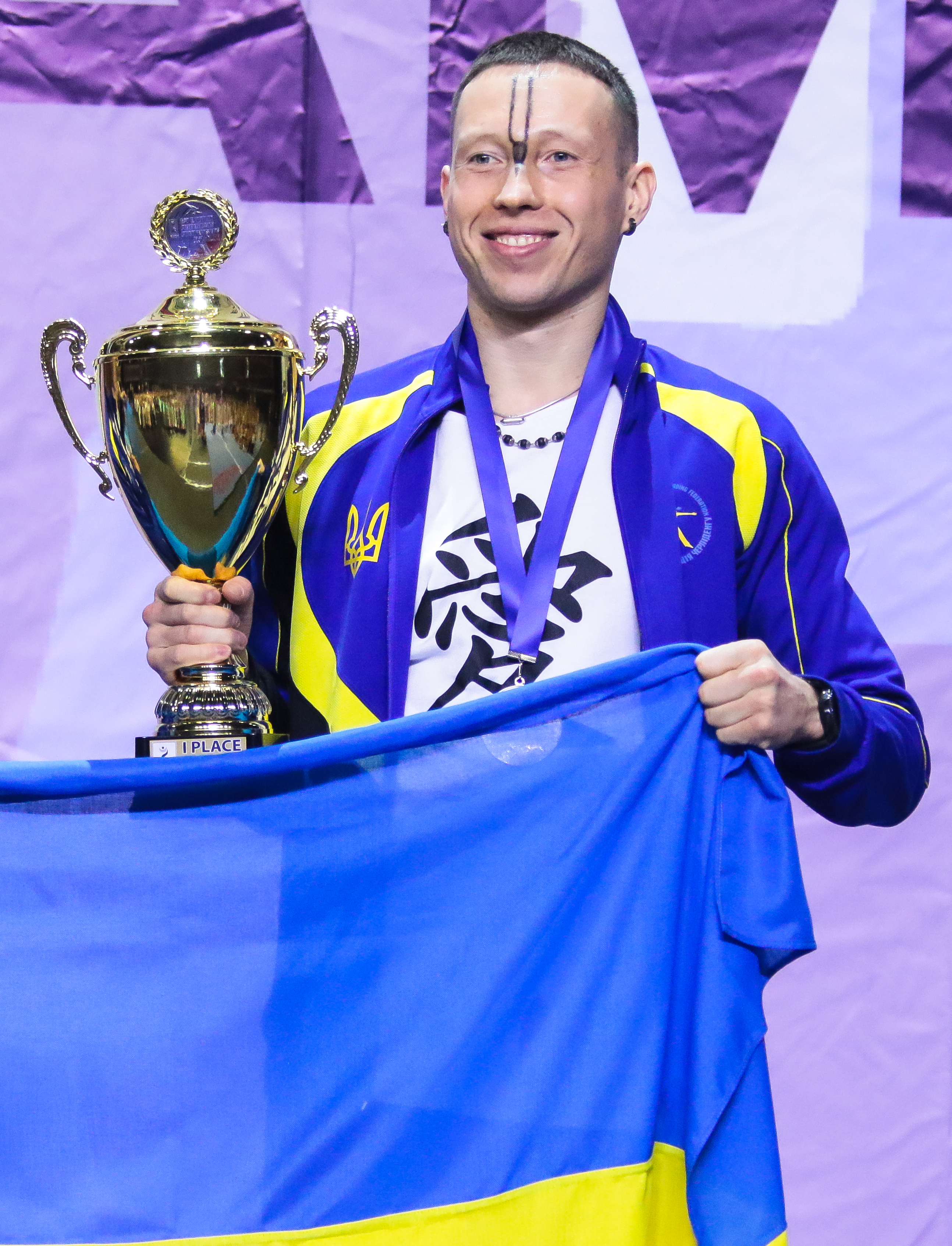
Олександр Ушаков - дворазовий чемпіон Європи

Черліденг — окремий самостійний вид спорту. З нього проводяться чемпіонати та Кубки України, чемпіонати світу та Європи, етапи ліги Європи. 
Офіційні змагання з черліденгу на всіх континентах проводяться в наступних дисциплінах:
- Performance Cheer (Freestyle Pom, Hip-Hop, Jazz-Team and Doubles);
- Cheerleading (Team Coed Premier, Team All Girl Premier, Team Coed Elite, Team All Girl Elite).

## Досягнення Всеукраїнської федерації чирліденгу на світових та Європейських аренах
На чемпіонатах світу з 2009 по 2020 роки збірна України завоювала 9 медалей в різних дисциплінах (5 золотих, 2 срібні та 2 бронзові).
На чемпіонатах Європи у період з 2011 по 2020 роки збірна України здобула в різних дисциплінах 44 медалі (15 золотих, 19 срібних, 10 бронзових).
У федерації підготовлено 2 заслужених тренера України, 2 заслужених майстри спорту України, 27 майстрів спорту України міжнародного класу та понад 150 майстрів спорту України.
В 2014 році Міжнародний чирлідинговий союз (ICU) визнав головного тренера Національної збірної України Ганну Андрієнко кращим тренером світу.
20 квітня 2023 року Львів‘янка Анастасія Малошенко разом з Єлизаветою Тимофєєвою з Кам‘янського здобули срібні медалі чемпіонату світу з черлідингу, що завершився в США.
28 червня 2024 року Анастасія Малошенко (Lviv Angels) та Єлизавета Тимофєєва (Prometey) — здобули золоті медалі на ICU EUROPEAN CHAMPIONSHIP 2024 в парному виступі.

## Фільми про черліденг
- "Цукор і перець" США
- "Досягти успіху" США
- "Краса по-американськи" США